# Regionalbahn

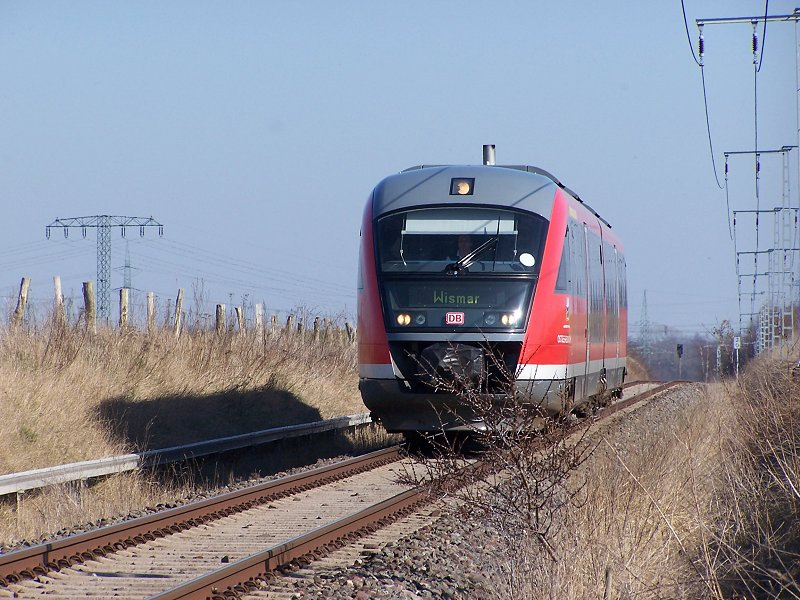
Treno Regionalbahn

La Regionalbahn (abbreviata in R in Austria e RB in Germania) è un tipo di rete ferroviaria regionale in Austria e Germania.

## Servizi
I treni Regionalbahn si fermano normalmente a tutte le stazioni di una determinata linea, ad eccezione dei treni RB che viaggiano sulla rete S-Bahn, che fermano solo in stazioni selezionate. Pertanto sono più lenti dei Regional-Express che fermano soltanto nelle stazioni principali lungo la linea.

## Operatori
I treni RB sono soggetti al franchising degli  stati federali della Germania. Mentre molti treni RB sono ancora gestiti da DB Regio, la divisione del traffico locale dell'ex monopolista Deutsche Bahn, i franchising spesso vanno ad altre società, come Abellio Deutschland, Eurobahn o Transdev Germania.
Non vi è alcun obbligo di utilizzare il termine Regionalbahn per i servizi locali di base e alcuni operatori ferroviari privati utilizzano quindi il proprio nome per indicare i loro treni.

## Materiale rotabile
I servizi RB fanno uso di una serie diversa di materiale rotabile, come la locomotiva DR 243 e diversi altri.